# Sylvie Steinberg
Sylvie Steinberg est une universitaire et une historienne  spécialiste de l'époque moderne, en particulier sous l'angle de l'histoire du genre.

## Biographie
Agrégée d'histoire, Sylvie Steinberg a soutenu une thèse sous la direction de Jean-Louis Flandrin sur le travestissement du XVIe au XVIIIe siècle (1999) avant de devenir maîtresse de conférences à l'université de Rouen, de 2000 à 2014, puis directrice d'études à l'EHESS.
Elle est également l'autrice d'ouvrages traitant de sujets tels que le travestissement et l'écriture de l'histoire des femmes et s'exprime assez régulièrement dans la presse en ce qui concerne les faits et les événements liés à la sexualité,. Ses derniers travaux portent sur les notions de statut, de filiation et d'hérédité.

## Publications
Sylvie Steinberg est l'autrice ou la co-autrice de nombreuses publications, dont  :
- Sylvie Steinberg, « Le travestissement en France à l'époque moderne, 16e-18e siècles : recherche sur la différence des sexes », Paris, EHESS, 1999 (consulté le 27 juin 2019)
- Sylvie Steinberg et Jean-Claude Arnould, Les femmes et l'écriture de l'histoire : 1400-1800. Actes du colloque organisé par le GRHIS tenu à l'université de Rouen en mai 2005, Mont-Saint-Aignan, Publication Univ Rouen Havre & SIEFAR, 2009, 550 p. (ISBN 978-2-87775-466-8).
- Sylvie Steinberg, « Érotiques », Clio, Toulouse, Presses universitaires du Mirail, no 31,‎ 2010 (lire en ligne).
- Odile Redon, Line Sallmann et Sylvie Steinberg (dir.), Le désir et le goût : une autre histoire : XIIIe – XVIIIe siècles. Actes du colloque international à la mémoire de Jean-Louis Flandrin, Saint-Denis, septembre 2003, Saint-Denis, Presses universitaires de Vincennes, 2005 (ISBN 978-2-84292-174-3).
- Sylvie Steinberg, Le travestissement en France à l'époque moderne (XVIe – XVIIIe siècles), Lille, ANRT, 1999 (présentation en ligne).
- Sylvie Steinberg, La confusion des sexes : le travestissement de la Renaissance à la Révolution, Fayard, 2001, 409 p. (ISBN 978-2-213-60848-8, OCLC 407054844)[7],[8],[9].
- Sylvie Steinberg, « L'Histoire du travestissement féminin à l'épreuve de la pluridisciplinarité », dans Guyonne Leduc, Christine Bard (dir.), Travestissement féminin et liberté(s), Éditions L'Harmattan, coll. « Des idées et des femmes », 2006 (ISBN 978-2-296-01562-3), p. 27-38.
- Sylvie Steinberg, Une tache au front : La bâtardise aux XVIe et XVIIe siècles, Paris, Éditions Albin Michel, coll. « L’évolution de l’humanité », 2016, 448 p. (ISBN 978-2-226-42199-9, lire en ligne).

- Sylvie Steinberg, Une histoire des sexualités, Paris, Presses universitaires de France, 2018, 517 p. (ISBN 978-2-13-072979-2).

## Entretien
- « L'histoire DES sexualitéS », entretien de Sylvie Steinberg avec Julien Théry dans « La grande H. », l'émission d'histoire du Média, 14 novembre 2018.